# NGC 6320
NGC 6320 ist eine 13,9 mag helle Spiralgalaxie vom Hubble-Typ Sbc im Sternbild Herkules am Nordsternhimmel. Sie ist schätzungsweise 378 Millionen Lichtjahre von der Milchstraße entfernt und hat einen Durchmesser von etwa 130.000 Lichtjahren.
Das Objekt wurde am 27. Juni 1872 von Édouard Stephan entdeckt.